# Зебра (телепрограмма)
«Зе́бра» — телевизионная программа, созданная на Ленинградском ТВ в 1988 году. Впервые вышла в эфир 8 ноября 1988 года. Выпуски выходили раз в две недели. Транслировалась в течение девяти лет и пользовалась популярностью; на первом и втором фестивале программ для детей и юношества «Зебра» признавалась лучшей в СССР.

## О передаче

Первоначальная заставка

Создатели и ведущие программы старались включать в неё всё, что могло быть интересно и полезно подросткам. Именно подростки были героями многих сюжетов, в которых рассказывалось об их неординарных увлечениях или о преодолении ими серьёзных жизненных проблем. Почти в каждом выпуске были интервью с известными музыкантами, киноактёрами, писателями, чья жизнь и творчество представляет интерес для молодёжи.
«Зебра» одна из первых занялась «реконструкцией». В рубрике «Что в имени тебе моём?» ведущие преображались: девушки носили длинные старинные платья, а ребята — сюртуки и фраки, рассказывая о событиях и личностях прошлых эпох.
Ведущие старались помочь подросткам, попавшим в тяжёлую жизненную ситуацию, читая в эфире их письма и отвечая на телефонные звонки, стараясь дать им дружеские советы.
В передачу регулярно включались новые видеоклипы отечественных и зарубежных исполнителей, а также отрывки из классических зарубежных мультипликационных и художественных фильмов, которые в те времена не были легкодоступны.

## Авторы
Вдохновителем и организатором «Зебры» был главный режиссёр детской редакции Владимир Латышев. Именно он и придумал это название.

Людмила Александровна Безобразова — режиссёр телепрограммы «Зебра»,

Наталья Владимировна Пономарёва — редактор,

Юрий Соколов — ведущий телеоператор.

## Первые ведущие

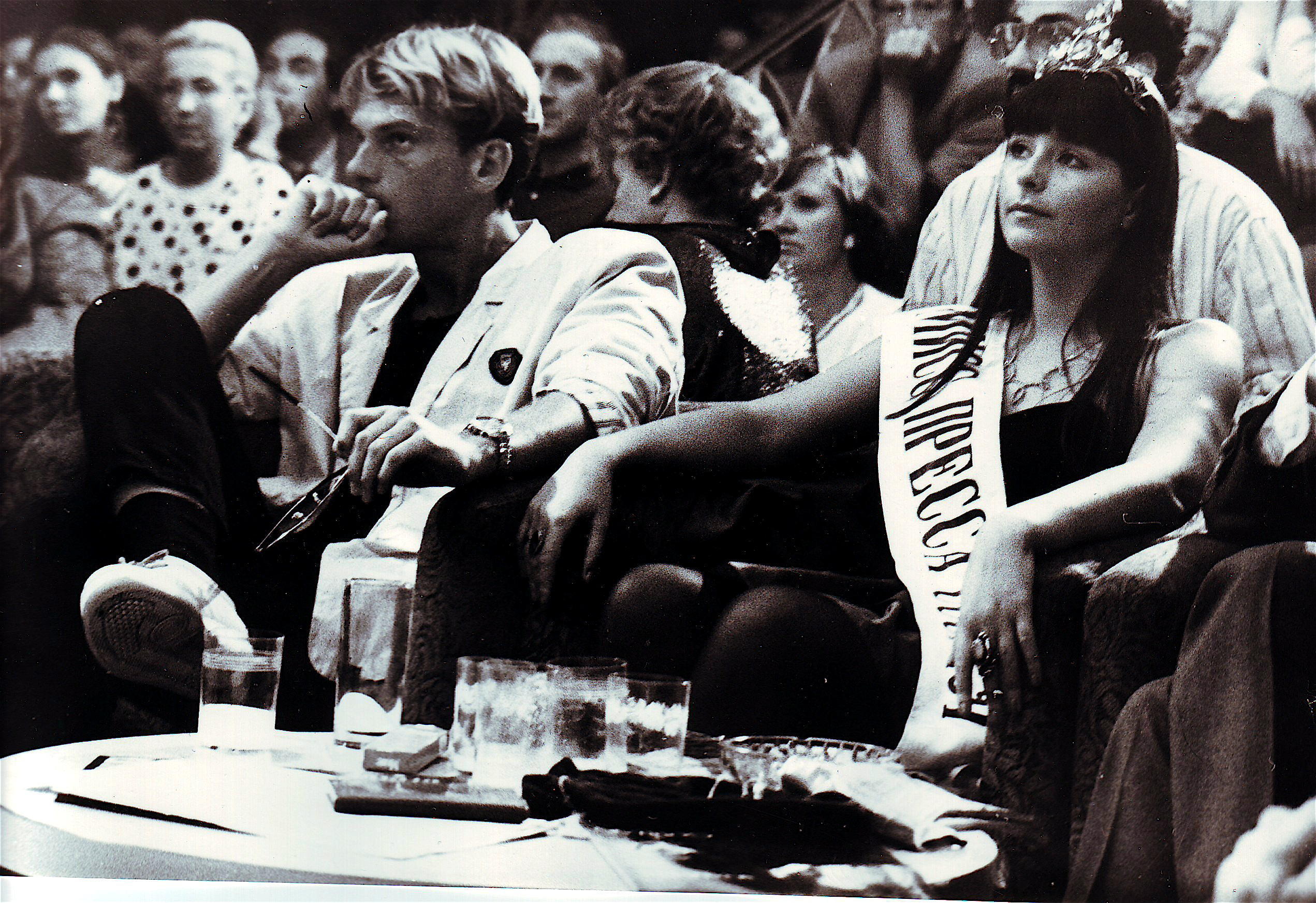
Справа — А. Даниленко (Мисс Пресса СССР), слева — автор фильма Е. Додолев

Первоначально, из трёх тысяч претендентов были выбраны три основные пары ведущих:
- Анна Даниленко — Павел Гладнев,
- Елена Суханова — Павел Рыжков,
- Ольга Марченко — Влад Громов.

Анна Даниленко в 1991 году выиграла конкурс «Мисс Пресса СССР» и стала героиней фильма телекомпании ВИD «Мисс Пресса».